# Klinotaxis

Der Unterschied zwischen Klinotaxis (links) und Tropotaxis (rechts) im Fall einer positiven Taxis. Bei der Klinotaxis wird durch nacheinander erfolgende vergleichende Messungen an verschiedenen Orten die grobe Richtung beibehalten. Dies ist bei dem linken Organismus, der nur ein Sensororgan besitzt und dieses in unterschiedliche Richtungen bewegt, dargestellt. Im Gegensatz dazu hat der Organismus auf der rechten Seite ein paariges Sinnesorgan. Er versucht bei seiner Bewegung das Erregungsgleichgewicht beider Sensoren herzustellen, was ihn auf einem kürzeren und schnelleren Weg zur Reizquelle bringt. Der Körper richtet sich dabei entlang der Achse aus, aus der der Reiz kommt. Dies führt zur Beibehaltung des Reizgleichgewichts und zur Orientierung zur Reizquelle. Der Geruchsgradient der Nahrungsquelle ist in dieser Skizze durch den Farbverlauf symbolisiert.

Mit dem Begriff Klinotaxis (von altgriechisch κλίυειυ klinein ‚neigen‘, ‚biegen‘ und τάξις taxis ‚Ordnung‘, ‚Ausrichtung‘) bezeichnet man in der Biologie die Orientierung frei beweglicher Organismen oder Zellen in Richtung eines einwirkenden Reizes hin.
Eine für viele Pflanzen und Tiere bedeutsame Anwendung der Klinotaxis ist diejenige, welche zur Annäherung ihrer Gameten führt.
Als mögliche Reize können beispielsweise Pheromone (Chemotaxis), Licht (Phototaxis) oder Schallwellen dienen. Der Organismus oder die Zelle benötigt im Fall der Klinotaxis nur ein einzelnes Sinnesorgan oder einen Rezeptor, um den Reiz wahrnehmen und ihm gegebenenfalls folgen oder ausweichen zu können. Dazu kann er zwei unterschiedlichen Strategien folgen. Bei der transversalen Klinotaxis (englisch transverse klinotaxis) wird zur Detektion der gesamte Körper oder ein Körperteil von einer Seite zur anderen entlang der Fortbewegungsbahn bewegt. Dabei wird der Unterschied zwischen den beiden Reizeindrücken wahrgenommen. Ist der Reiz auf einer Seite stärker, so verstärkt der Organismus seine Fortbewegungsrichtung dorthin. Im Fall der longitudinalen Klinotaxis detektiert der Organismus sukzessiv die Intensität des Reizes auf seinem Weg. Lässt der Reiz dabei nach, so ändert er die Richtung, bis der Reiz wieder stärker wird. Bei beiden Strategien entsteht zwangsläufig eine wellenförmige, nicht geradlinige Fortbewegung.

## Begriffsabgrenzung
Organismen oder Zellen mit mindestens zwei Sinnesorganen können ihren Körper ausrichten, bis ein Reizgleichgewicht zwischen beiden Sinnesorganen herrscht und sich dann in Richtung der Reizquelle fortbewegen. Diese Form der Taxis wird als Tropotaxis bezeichnet.